# Машинное производство
Машинное производство — историческая ступень развития общественного производства, последовавшая за ремесленным производством. При этом, в общественном производстве основным орудием труда становятся машины. Под машинами понимается различное производственное оборудование. Изменение особенностей общественного производства создало возможность изменения общественных отношений от феодализма к капитализму.
Машинное производство из-за своей сущности, заключающейся в многоэтапном технологическом процессе производства, навязывает кооперативный характер процесса труда с высоким уровнем разделения труда; увеличивается концентрация средств производства, а организация производства становится технической необходимостью.

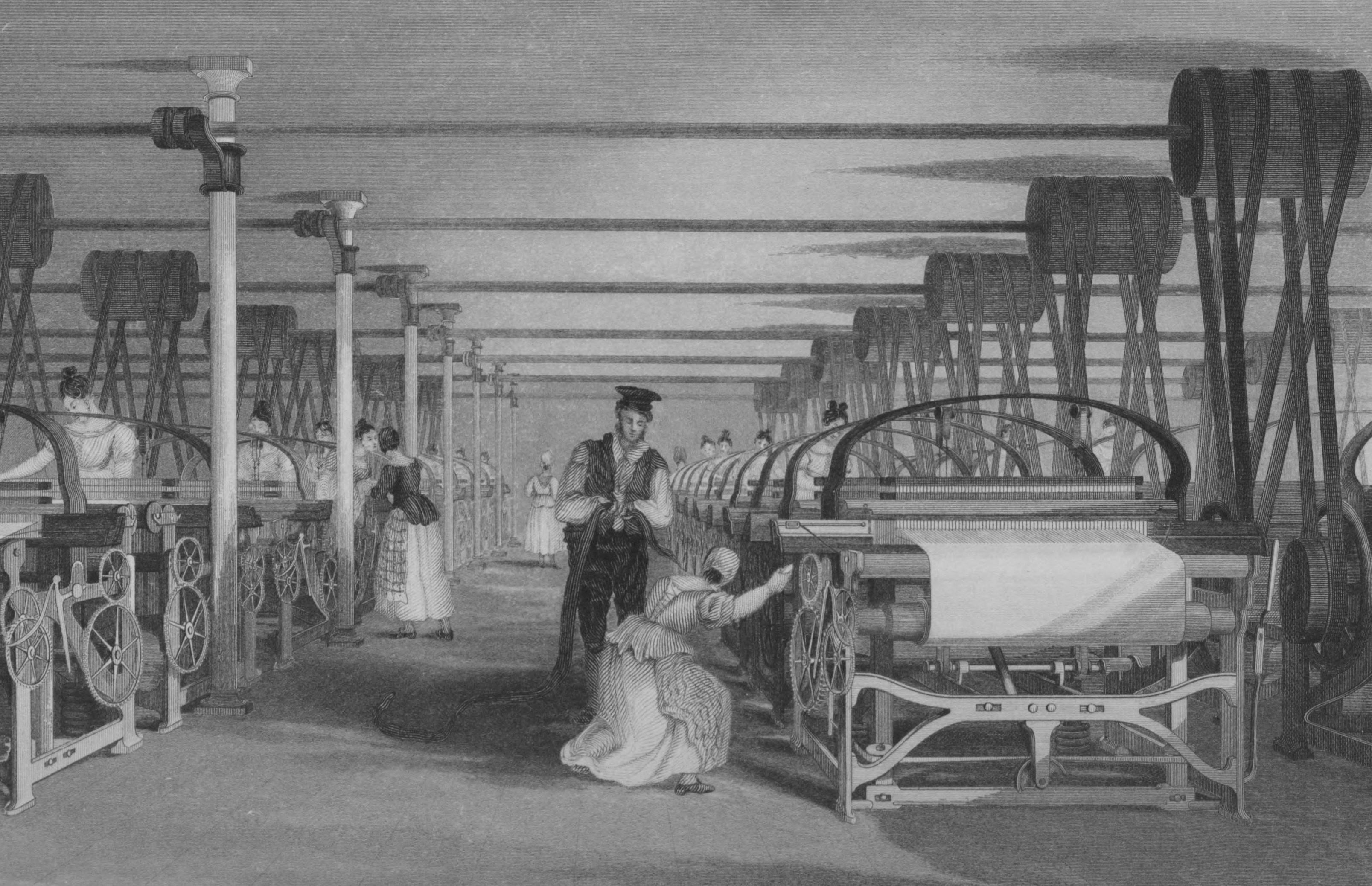
Ткацкие станки, приводимые в действие паровой машиной c помощью ремённой передачи. Великобритания, 1835 год.

Карл Маркс в своем труде «Капитал» писал:

Всякое развитое машинное устройство состоит из трёх существенно различных частей: машины-двигателя, передаточного механизма, наконец машины-орудия, или рабочей машины. Машина-двигатель действует как движущая сила всего механизма. Она или сама порождает свою двигательную силу, как паровая машина, калорическая машина, электромагнитная машина и т. д., или же получает импульс извне, от какой-либо готовой силы природы, как водяное колесо от падающей воды, крыло ветряка от ветра и т. д. Передаточный механизм, состоящий из маховых колёс, подвижных валов, шестерён, эксцентриков, стержней, передаточных лент, ремней, промежуточных приспособлений и принадлежностей самого различного рода, регулирует движение, изменяет, если это необходимо, его форму, например превращает из перпендикулярного в круговое, распределяет его и переносит на рабочие машины. Обе эти части механизма существуют только затем, чтобы сообщить движение машине-орудию, благодаря чему она захватывает предмет труда и целесообразно изменяет его.

Одной из предпосылок промышленной революции, которая началась в конце XVIII века, стало изобретение паровой машины. Вначале рабочие машины приводились в движение водяным колесом. Но развитие машинного производства потребовало изобретения универсальных двигателей, которые можно было бы использовать в любом месте, а не только на реках. Таким универсальным двигателем и стала паровая машина. Она не только способствовала развитию старых отраслей промышленности (например, текстильной), но и вызвала появление новых. Вначале распространение машин было ограничено тем, что их приходилось производить вручную, но потом произошла механизация производства самих машин.
В доиндустриальном обществе производство зависело прежде всего от квалификации мастера и физической силы. При машинном же производстве от работника требовалось лишь выполнять у машины однообразные операции. Значительная физическая сила уже не требовалась, что позволило предпринимателям использовать более дешевый труд женщин и детей. Введение механического ткачества в первой половине XIX века поставило ручных ткачей в в Англии, Индии и отчасти Германии в отчаянное положение. Самостоятельные мелкие производители многих отраслей промышленности не в состоянии конкурировать с крупным производством, пользующимся дорогими и сложными машинами, были вынуждены оставлять свое дело и поступать наемными рабочими на фабрики. 
Во второй половине XIX века началась вторая промышленная революция, в ходе которой началось широкое применение электричества и паровые машины стали заменять электродвигателями. В начале XX века появилось конвейерное производство. Во второй половине XX века появилось полностью автоматизированное производство, началось применение в производстве промышленных роботов. 